# Carlo Rasponi Bonanzi

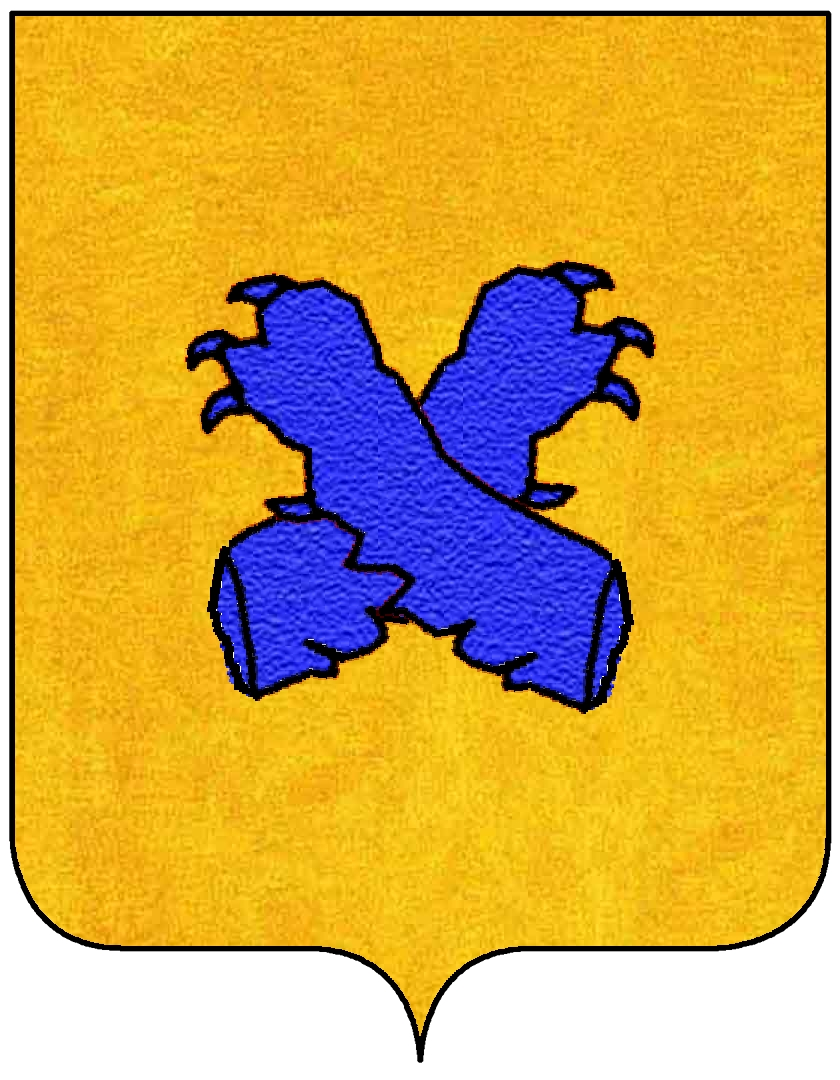
Stemma Rasponi

Il conte Carlo Rasponi Bonanzi (Ravenna, 4 maggio 1858 – Roma, 20 agosto 1920) è stato un politico italiano, Senatore del Regno d'Italia dal 1919.

## Biografia
Figlio di Cesare Rasponi Bonanzi e di Letizia Rasponi Murat, nasce a Ravenna in seno a una nobile famiglia ravennate, ma si trasferisce a Roma attorno agli anni settanta quando il padre è eletto deputato e poi senatore.
Nel 1882 sposa donna Luisa Boncompagni Ludovisi Ottoboni (1861 - 1918), figlia del principe don Marco Boncompagni Ludovisi Ottoboni, VI duca di Fiano e senatore del Regno (1832 - 1909), da cui avrà 4 figli: Gaetana (1884), Leone (1885-1952), Paola (1890) e Cesare (1888-1957) il quale, con Regio Decreto del 17 aprile 1921 fu autorizzato a sostituire il cognome Rasponi Bonanzi con quello Ottoboni e con altro Regio Decreto del 15 luglio 1923 a succedere nei relativi titoli, diventando l'VIII duca di Fiano e principe Ottoboni.

## Carriera politica
Patrizio di Ravenna e cavaliere dell’Ordine di Malta, deputato al Parlamento nella XII e XIII legislatura del Regno d'Italia, fu presidente della Congregazione di carità, consigliere comunale e assessore a Roma. Fu nominato senatore del Regno il 6 ottobre 1919.